# Європейський комітет з питань запобігання катуванням

## Правові підстави заснування Комітету
Європейський комітет з питань запобігання катуванням чи нелюдському або такому, що принижує гідність, поводженню чи покаранню (далі «Комітет») було створено відповідно до Європейської конвенції про запобігання катуванням чи нелюдському або такому, що принижує гідність, поводженню чи покаранню 1987 року.

## Функція Комітету
Комітет, шляхом здійснення інспекцій, перевіряє поводження з позбавленими волі особами з метою посилення, у разі необхідності, захисту таких осіб від катувань чи нелюдського або такого, що принижує їхню гідність, поводження чи покарання.
На відміну від ЄСПЛ, Комітет не є судовим органом, уповноваженим вирішувати правові спори щодо ймовірних порушень договірних зобов’язань (тобто вирішувати скарги ex post facto). Комітет – це, перш за все, механізм, призначений для запобігання жорстокому поводженню, хоча в особливих випадках він також може втручатися після настання певної події. Отже, якщо діяльність Суду спрямована на «вирішення конфлікту» на правовому рівні, діяльність Комітету спрямована на «уникнення конфлікту» на практичному рівні. Ефективність дій, вжитих у випадку стверджуваного жорстокого поводження, є невід'ємною частиною превентивного мандату Комітету, враховуючи наслідки, які такі дії мають для майбутньої поведінки .

## Мандат Комітету
Комітет інспектує місця несвободи поліції, пенітенціарні установи, центри для мігрантів, психіатричні заклади, установи соціального піклування тощо.
Комітет не інспектує місця, які ефективно і регулярно відвідуються представниками  або делегатами Держав-Заступниць або Міжнародного  комітету Червоного Хреста згідно із Женевськими конвенціями від 12 серпня 1949 року та Додатковими протоколами до них від 8 червня 1977 року.

## Членство у Комітеті
Комітет складається із такого числа членів, яке відповідає кількості Сторін. Члени Комітет відбираються із числа осіб, які мають високі моральні якості, визнаний авторитет у галузі прав людини або професійний досвід у питаннях, які охоплюються Конвенцією. Серед членів Комітету не може бути двох громадян однієї і тієї ж держави. Члени Комітету здійснюють свої  повноваження у їхній особистій якості, вони є незалежними і неупередженими і завжди повинні бути готовими виконувати свої функції у Комітеті ефективно.
Членами Комітету зазвичай є вчені-юристи, адвокати, прокурори, омбудсмени, офіцері поліції або в'язничні офіцери, лікарі, психіатри, соціальні працівники .

## Інспекції Комітету
Комітет організовує інспекції до місць несвободи. Окрім періодичних інспекцій, Комітет може організовувати й інші інспекції, які необхідні у кожному конкретному випадку. Як правило, інспекції здійснюються принаймні двома членами Комітету. Комітет може, якщо він вважає це за необхідне, використовувати послуги експертів і усних перекладачів    .

## Пленарні сесії
Обговорення результатів інспекцій, проектів доповідей та усі інші питання здійснюються Комітетом на пленарних сесіях чотири рази на рік  .

## Доповіді Комітету
За результатами інспекцій та відповідного обговорення проектів допоаідей на пленарних засіданнях Комітету останній публікує відповідні доповіді  .
Доповіді мають великий вплив на практику ЄСПЛ  .

## Заяви Комітету
За необхідних умов Комітет публікує заяви щодо окремої країни через відсутність співпраці або недостатню співпрацю у сфері запобігання катуванням .

## Переговори на високому рівні
Час від часу Комітет проводить переговори на високому рівні з керівництвом певної країни щодо найбільш проблемних моментів запобігання катуванням на національному рівні .

## Забезпечення інспекцій та повноваження членів Комітету
З  метою сприяння Комітету у виконанні його завдання відповідна Сторона забезпечує Комітету:
- доступ на свою територію і право подорожування по ній без будь-якого обмеження;
- повну інформацію про місця, де тримаються особи, позбавлені волі;
- необмежений доступ до будь-якого місця, де знаходяться особи, позбавлені волі, включаючи право відвідування таких місць без будь-якого обмеження;
- іншу наявну у Сторони інформацію, яка необхідна Комітету для виконання ним свого завдання.

Комітет може проводити з позбавленими волі особами бесіди віч-на-віч.
Комітет може вільно спілкуватися з будь-якою особою, яка, на його думку, може надати йому необхідну інформацію.

## Стандарти Комітету
Комітет має свої стандарти, на підставі яких він здійснює інспектування місць несвободи .

## Президенти Комітету
До березня 2021 року Президентом Комітету був Микола Гнатовський.
Наразі Президентом Комітету є Алан Мітчел 

## Візити Комітету до України
Хронологія візитів Комітету до України та офіційні документи щодо візитів до Україні містяться на відповідній сторінці Комітету.
З 29 листопада по 6 грудня 2011 року Комітет здійснив візит до України. Візит мав направлений характер та в основному був спрямований на вивчення умов утримання та поводження з особами, позбавленими волі міліцією. З цією метою делегація відвідала три Ізолятори тимчасового тримання (ІТТ) та ряд інших установ органів внутрішніх справ у Київській та Харківській області, а також провела бесіди з багатьма позбавленими волі особами, що утримуються в слідчих ізоляторах Києва та Харкова.
У жовтні 2013 року Комітет здійснив періодичний візит до України. Основною метою візиту делегації Комітету в Україну був повторний перегляд умов тримання осіб, затриманих правоохоронними органами, а також умов під вартою у рамках попереднього ув’язнення, зокрема у світлі нового Кримінального процесуального кодексу (КПК), який набрав чинності в листопаді 2012 року. Делегація відвідала низку пенітенціарних установ  м. Києва, АР Крим, Дніпропетровської, Одеської та Вінницької областей. Також було розглянуто поводження із засудженими у виправній колонії №81 у Стрижавці (Вінницька область). Крім того, делегація вперше здійснила візит до виправної колонії №3 у Кривому Розі  (Дніпропетровська область), у якій утримуються різні категорії ув'язнених, у тому числі ті, хто знаходиться у попередньому ув’язненні.
З 4 по 13 серпня 2020 року делегація Комітету здійснювала спеціальний візит до України.
З 16 по 27 жовтня 2023 року в Україну здійснила періодичний візит делегація Комітету. Це був перший візит Комітету до України з початку повномасштабної військової агресії РФ у лютому 2022 року . 26 квітня 2024 року Комітет оприлюднив звіт про свій періодичний візит до України у жовтні 2023 року.
04 грудня 2024 року ЄКЗК опублікував відповідь української влади на звіт за результатами візиту 2023 року  .
Наступного разу ЄКЗК здійснив спеціальний візит до України з 26 травня по 6 червня 2025 року. Це був другий візит ЄКЗК до України з початку повномасштабної військової агресії Російської Федерації в лютому 2022 року. Попередній візит відбувся в жовтні 2023 року. Метою спеціальної візиту 2025 року було вивчення поводження та умов утримання осіб, госпіталізованих проти їх волі в психіатричних лікарнях, а також осіб, які проживають у закладах соціального догляду («інтернати» та «пансіонати») для інвалідів та людей похилого віку. У цьому контексті ЄКЗК також оцінив виконання своїх попередніх рекомендацій з цих питань, викладених у звітах про періодичні візити 2017 року та спеціальні візити 2019 року.З цією метою делегація відвідала психіатричні лікарні у Львові, Орлівці та Глевасі, а також «інтернат» у Груднівці (Львівська область), «пенсійний будинок» для літніх та інвалідів у Вінниці та «інтернат» у Барабої (Одеська область).

## Комітет і Росія
18 листопада 2024 року Комітет опублікував публічну заяву, в якій засудив тривалу відсутність співпраці російської влади з ЄКЗК.
ЄКЗК зазначив, що Європейська конвенція про запобігання катуванням чи нелюдському або такому, що принижує гідність, поводженню чи покаранню є відкритою конвенцією, а це означає, що Російська Федерація продовжує дотримуватися її положень навіть після виключення з Ради Європи у березні 2022 року після вторгнення в Україну.
ЄКЗК наголосив, що він "намагається вести конструктивний діалог з російською владою, щоб дозволити Комітету відновити свої моніторингові візити до місць позбавлення волі в Росії. Всі держави-учасниці Конвенції повинні створити необхідні умови для проведення моніторингових візитів на своїй території. Крім того, в рамках стандартного обміну інформацією між Комітетом і державою-учасницею, Комітет звернувся до російської влади з проханням надати йому інформацію про певні конкретні події, які викликали занепокоєння, такі як раптова смерть пана Олексія Навального під час перебування під вартою".
"У відповідь на ці запити не було надано жодної інформації, а також не було вжито жодних заходів, які б дозволили Комітету здійснити моніторингові візити до Російської Федерації".
ЄКЗК вважає, що відсутність будь-якої відповіді по суті на його запити і бездіяльність російської влади щодо надання Комітету можливості здійснювати свій превентивний мандат в Російській Федерації є відмовою від співпраці. Тому Комітет вирішив зробити цю публічну заяву відповідно до пункту 2 статті 10 Конвенції.
Сигналом про прихильність російської влади до запобігання катуванням стало б вирішення фундаментального питання про співпрацю з Комітетом. Дозвіл на публікацію 23 неопублікованих звітів про візити ЄКЗК і відповідей на них з боку російської влади був би ще одним чітким сигналом  .

## Члени Комітету від України
7 жовтня 2009 Миколу Гнатовського було обрано членом Комітету від України на чотирирічний термін. У 2013 і 2017 його було переобрано на цю посаду. З березня 2013 по березень 2015 Микола Гнатовський був віце-президентом Комітету. З березня 2015 по березень 2021 — президент Комітету.
Наразі представником від України у Комітеті є український вчений та адвокат, професор Донецького національного університету імені Василя Стуса Дмитро Ягунов .